# George Allan
George Allan (1736 – 21 de julio de 1828) fue un anticuario y abogado inglés, de Darlington. Pasó gran parte de su juventud en Wakefield, Yorkshire del Oeste, donde fue educado en la Queen Elizabeth Grammar School. Fue autor de varias obras sobre la historia y antigüedades del condado de Durham; y fue de gran ayuda para William Hutchinson en la elaboración de su obra History and Antiquities of the County Palatine of Durham. Presentó a la Sociedad de Anticuarios de Londres un manuscrito de 26 volúmenes tamaño cuartilla relacionado principalmente con la Universidad de Oxford, que extrajo de las bibliotecas públicas allí. Poseía una imprenta con la que produjo varias obras; entre ellas, la reimpresión de un trabajo de Robert Hegg de 1626, Legend of St Cuthbert.